# Dienerella strupii
Dienerella strupii là một loài bọ cánh cứng trong họ Latridiidae. Loài này được Hoelzel miêu tả khoa học năm 1944.